# قهرمانی جام جی‌لیگ / جام سودامریکانا ۲۰۲۰
مسابقات قهرمانی جام جی‌‌لیگ / جام سودامریکانا ۲۰۲۰ قرار بود سیزدهمین دوره از مسابقات قهرمانی جام جی‌لیگ / جام سودامریکانا باشد؛ مسابقات فوتبال باشگاهی که توسط فدراسیون فوتبال ژاپن، هیئت حاکمه فوتبال ژاپن و کونمبول، هیئت حاکمه فوتبال آمریکای جنوبی در میان برندگان جام جی‌لیگ و جام سودامریکانا فصل قبل برگزار می‌شد. این دوره قرار بود بین دو تیم کاوازاکی فرونتال، قهرمان جام جی‌لیگ ۲۰۱۹ و ایندپندینته دل‌وایه، قهرمان جام سودامریکانا ۲۰۱۹ برگزار شود. اما به دلیل برگزاری بازی‌های المپیک تابستانی ۲۰۲۰ به تعلیق افتاد و سپس به دلیل شیوع ویروس کرونا لغو شد.

## تیم‌ها
| تیم                | فدراسیون             | نحوه صعود                   |
| ------------------ | -------------------- | --------------------------- |
| کاوازاکی فرونتال   | فدراسیون فوتبال ژاپن | قهرمان جام جی‌لیگ ۲۰۱۹       |
| ایندپندینته دل‌وایه | کونمبول              | قهرمان جام سودامریکانا ۲۰۱۹ |